# Aeroporto de Exeter
Aeroporto de Exeter (IATA: EXT, ICAO: EGTE) é o aeroporto civil que serve a cidade de Exeter. 

## História
Em 2018 mais de 900.000 passageiros passaram por o aeroporto
Em Junho de 2013, a Regional & City Airports (RCA) adquiriu Aeroporto de Exeter por um valor não divulgado.